# Єльніково (Калінінградська область)
Єльніково (рос. Ельниково) — селище Полєського району, Калінінградської області Росії. Входить до складу Саранського сільського поселення.
Населення —  70 осіб (2015 рік). 

## Населення
| 2002 | 2010 | 2012 | 2013 |
| ---- | ---- | ---- | ---- |
| 82   | ↘70  | ↗79  | ↗81  |